# Hellig ibis
Hellig ibis (Threskiornis aethiopicus) er en storkefugl, der lever i Afrika og det sydøstlige Irak.